# Porta Cento
Porta Cento, insieme a Porta Asìa, Porta Bologna e Porta Ferrara, è un edificio storico di difesa utilizzato come torre armata per vegliare l'accesso a Pieve di Cento. Le porte sono state erette in legno nel XIII secolo, per poi essere ricostruite in muratura nel corso degli anni. Il nome odierno della porta deriva dalla direzione stradale della stessa, verso la città di Cento (FE). Si trova rivolta a ovest.

## Storia
A partire dal XIII secolo, Pieve di Cento era circondata da un fossato e da un terrapieno fortificato con palizzata. Quattro porte in legno, che fungevano anche da torri armate, segnavano l'ingresso al paese. Il fossato e il terrapieno vennero smantellati a inizio XX secolo, mentre le porte sorvegliano ancora gli accessi alla città. A completare l'assetto difensivo, era presente anche la Rocca, un baluardo difensivo ancora oggi visitabile
Porta Cento fu la prima in cui la struttura lignea venne sostituita con una struttura in muratura, nel 1337.
Nel corso del Settecento, a causa di un grave incendio, la porta venne distrutta ed in seguito ricostruita nella forma attuale. Anche il sisma del 2012 ha comportato dei danni, e la è rimasta inagibile sino al 2 Aprile 2017. In seguito alla ristrutturazione, la scala a chiocciola ed il locale al primo piano sono tornati ad essere utilizzabili.